# Vlag van Albacete
De vlag van de Spaanse provincie Albacete bestaat uit een karmozijnrood veld met in het midden het provinciale wapen. Het huidige wapen werd definitief aangenomen door de Provinciale Raad van Albacete op 7 juni 1994.
Het wapen toont de gekruiste sleutels voor de Alfoz de Alcaraz, de gevleugelde hand voor het markgraafschap Villena en in de basis de Orde van Santiago, de belangrijkste heersers in de huidige provincie Albacete. Het hartschild toont het wapen van de stad Albacete.
Tot 1994 werd een ander model vlag gebruikt, met het volledige wapen van de provincie Albacete dat van 1956 tot 1994 gebruikt. Tot die tijd gebruikt de provincie een zeer ingewikkeld wapen aan dat de wapens van de belangrijkste steden in de provincie combineerde: Albacete, Yeste, Alcaraz, Chinchilla de Monte-Aragón, Hellín, La Roda, Casas-Ibáñez, Almansa, met het hartschild van de wapens van Castilië, Huis Bourbon en weer een deel van het stadswapen van Albacete.
|  |  |